# Rhantus elisabethae
Rhantus elisabethae är en skalbaggsart som beskrevs av Balke, Kinibel och Katayo Sagata 2007. Rhantus elisabethae ingår i släktet Rhantus och familjen dykare. Inga underarter finns listade i Catalogue of Life.

## Bildgalleri

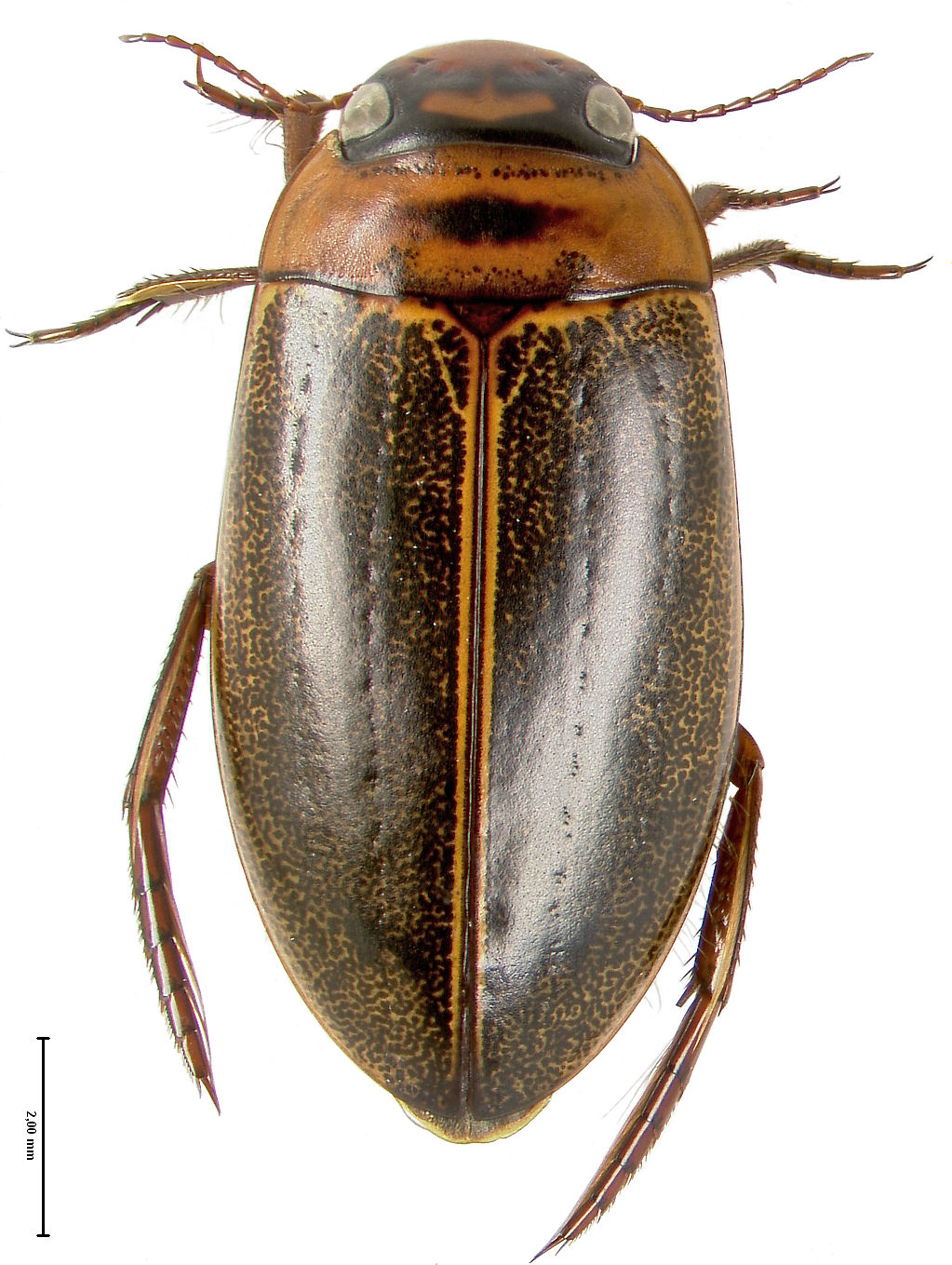